# 7COLORS -Over The Rainbow-
『7COLORS-Over The Rainbow-』（セブンカラーズ オーバー・ザ・レインボー）は、日本のロックバンド、PERSONZの5枚目のシングルである。

## タイアップ
PanasonicヘッドフォンステレオCMソング（7COLORS -Over The Rainbow-）

## 収録曲
1. 7COLORS-Over The Rainbow-
（作詞：JILL / 作曲：渡邉貢 / 編曲：PERSONZ）
2. TOKIO'S GLORIOUS
（作詞：JILL / 作曲：藤田勉 / 編曲：PERSONZ）

## 品番
- CDS: CARC-10
- S: 07BA-12
- SC: 10SB-12